# 2672 Písek
2672 Písek eller 1979 KC är en asteroid i huvudbältet som upptäcktes den 31 maj 1979 av den tjeckoslovakiske astronomen Jaroslav Květoň vid Kleť-observatoriet. Den är uppkallad efter den då tjeckoslovakiska staden Písek.
Asteroiden har en diameter på ungefär 22 kilometer och den tillhör asteroidgruppen Eunomia.